# カラオケボックス

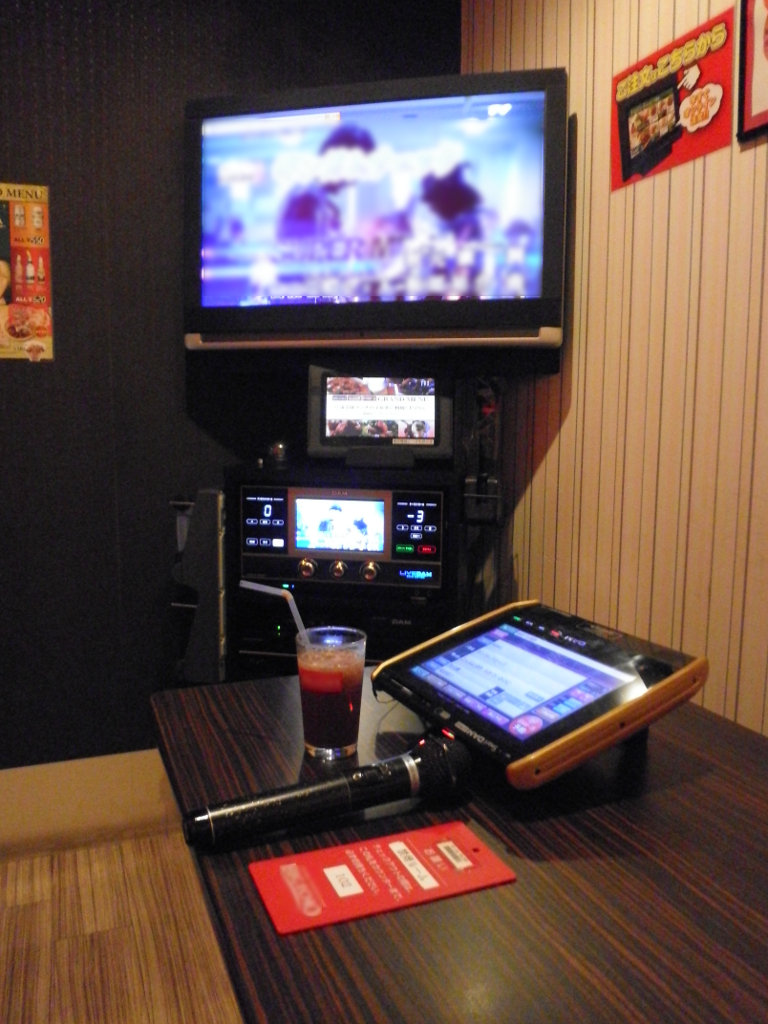
カラオケボックスでのひとりカラオケ

カラオケボックスは、独立性の高い空間でカラオケが楽しめるようにしてある娯楽施設。
カラオケ機器（通常は通信カラオケ）を中心にしてテーブルとソファなどが配置された個室（定員は数人から50人程度まである）を多数用意して営業している。大音響で歌うことから防音性が高くされている。

## 概説
カラオケ発祥当時の1970年代は、カラオケはスナックやカラオケ喫茶などの飲食店で来店客へのサービスとして設置されているものだった。その後カラオケ自体の人気が上昇するとともに、ファミリー層やシニア層を中心に、飲酒とは関係なくカラオケを楽しみたい、歌の練習をしたいという需要が高まってきた。
1980年代に入ると、1982年にパイオニアからレーザーディスクを使用した初の業務用レーザーカラオケが登場した。LDチェンジャーの採用により選曲の際に店員の操作が必要なくなり、技術的にはカラオケボックスの可能性に道が開けることとなった。
また当時は海上輸送・荷役に関わるコンテナの形状の国際共通化がされるなど流通の変革期であった。国鉄が民営化を目指す中で、貨物輸送手法の改革を行ったため、規格外形状の国鉄コンテナや中古貨車の車体が、倉庫に用いやすいように上周りを解体せず有姿で市場に多く流通しており、中古のコンテナが安く入手できる背景もあった。
1985年に岡山県岡山市に開店した日本初のカラオケボックス「イエローBOXカラオケ広場」は、その名のとおり船舶用貨物コンテナを改造して設置したものであった。当時のカラオケボックスは中古コンテナを流用したものが多く見られ、店舗設備も簡素なものであった。
『別冊宝島』には、1988年のサブカルチャー・流行の1つとしてカラオケボックスが紹介されている。
1990年代以降は、市街地のビルの全部または一部のフロアを多くの個室に仕切ったものが主流となり、店舗設備も改善された。1990年代前半にはバブル時代のディスコブームを受け、凝った照明や音響機器が設置される店舗も増えた。また、新曲が早く歌える通信カラオケが1992年に登場した。高校生などの若年層から年配層まで幅広い世代で利用するようになり、全国的なブームとなった。

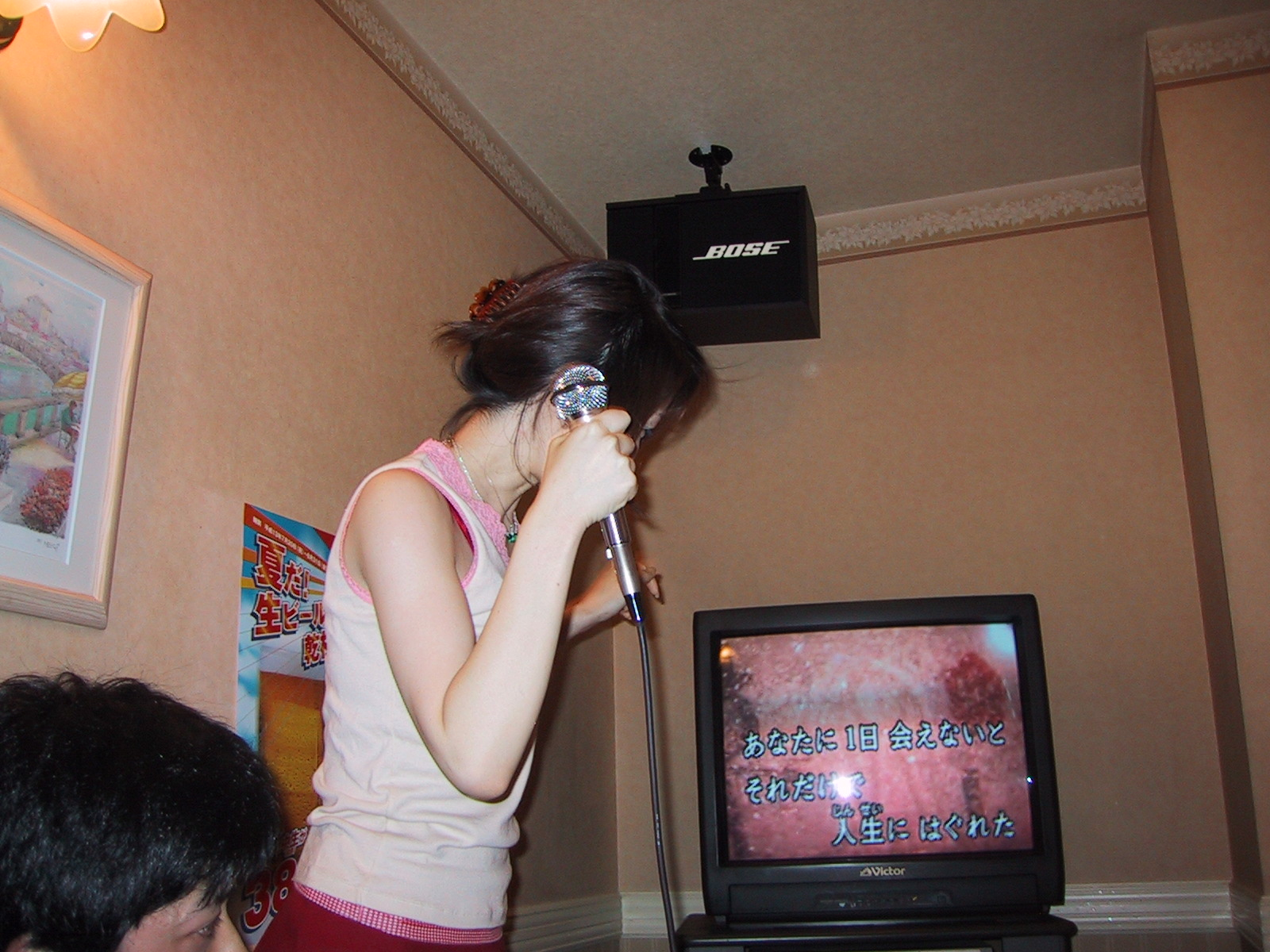
岡崎友紀原曲、キタキマユ他にカバーされた「ドゥー・ユー・リメンバー・ミー」

カラオケはそれまで大人数で楽しむものとされていたが、カラオケボックスの普及により、2000年代以降は一人でカラオケに行くヒトカラが流行し、個人・少人数利用のニーズが高まった。これにより客単価が下がり低価格店が増え、大人数・飲食利用に依存していた店舗では不採算となった。こうしたニーズの変化が業界再編につながっていく。

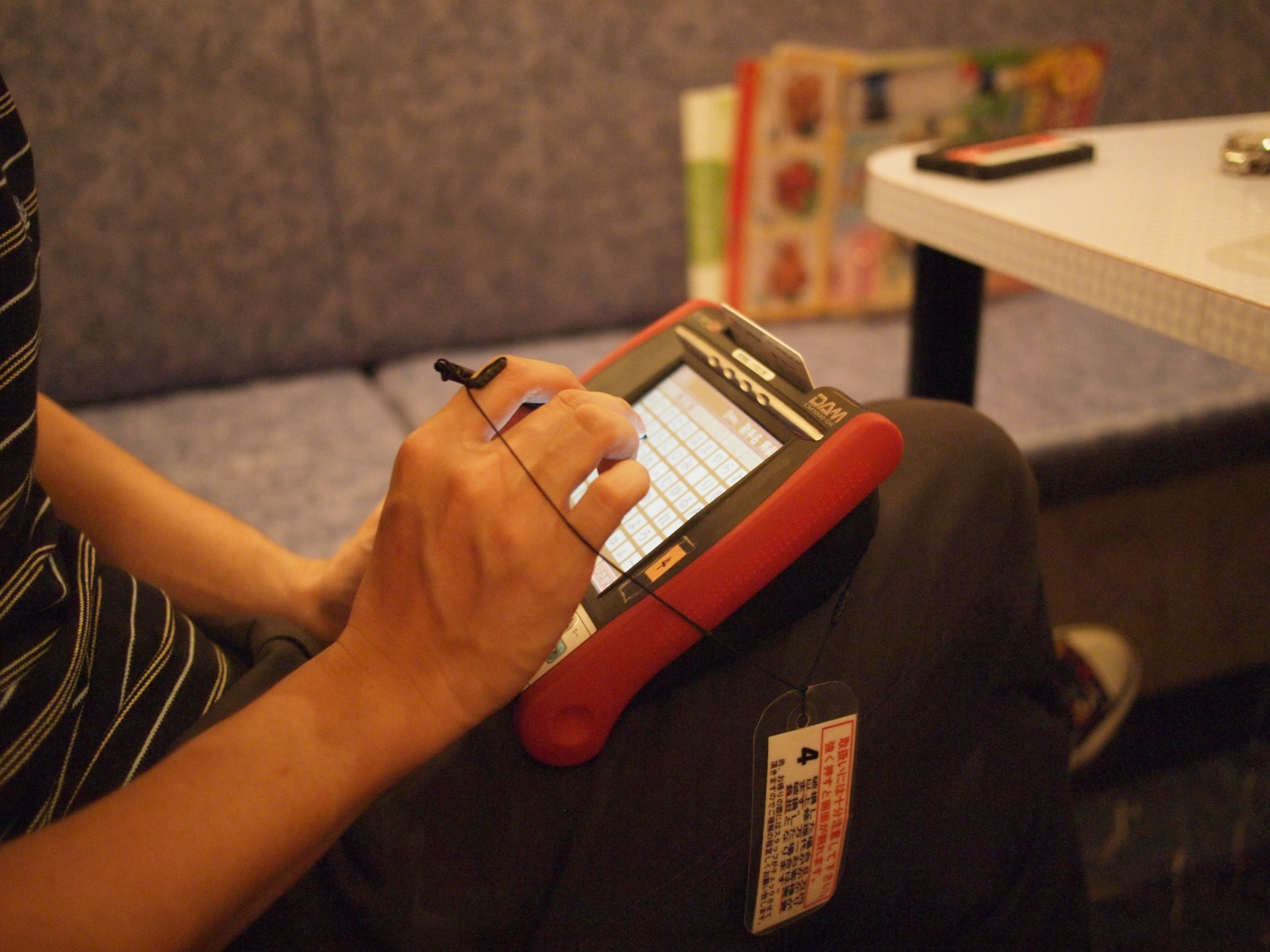
選曲

2010年代に入ってからは、カラオケボックス業界での再編が行われている。メーカー系では、第一興商は2014年2月に四国を地盤としていたアドバンとゴールドを完全子会社化し、2015年4月に第一興商に吸収合併している。また2017年6月には「カラオケマック」を運営するAirsideを完全子会社化した。エクシングも直営で行っていたカラオケボックス事業を、2011年4月に子会社のスタンダードへ事業移管した。スタンダードは2013年11月に「カラオケメガトン」を運営していたメディアクリエイトを完全子会社化し、2014年4月に吸収合併した。
非メーカー系では、「カラオケの鉄人」を運営している鉄人化計画が、他事業の失敗から財務状況が悪化したため、2018年5月に第一興商とエクシングの第三者割当増資を受けるに至った。また、かつて業界1位であったシダックス・コミュニティーも、業績悪化から2018年6月にシダックスから「カラオケ館」を運営しているB&Vへ事業譲渡され、B&Vの連結子会社となった。2021年5月に「カラオケ本舗まねきねこ」を運営しているコシダカホールディングスが、大庄のカラオケ事業を買収した。
2020年に新型コロナウイルスの流行を受けて、カラオケに対する需要が減少する一方、後述の密室・防音性により、騒音やプライバシー漏洩といった懸念が低い利点を活かして、テレワークや楽器練習、裁縫作業などを行う場所としての需要が目立つようになった。
全国カラオケ事業者協会の調査では、カラオケボックスは2020年は9344店、2021年は8436店となっている。

## 営業形態
料金は利用人数と時間帯、利用時間に応じて請求されるのが一般的である。一般に閑散時間帯である平日夕方までは割安である一方、休日や夜は高めに設定されており、特に年末年始やお盆といった繁忙期はさらに割高な価格に設定している。会員割引や学生割引を始めとする様々な割引サービスを設定しており、フリータイムと呼ばれる入室後指定された時間まで部屋料金が一定額のコースも用意されている。これらの料金は原則として一人当たりの料金であり利用人数によって変わることはないが、店舗や料金プランによっては一部屋当たりの料金で設定しており、その場合は利用人数が多いほど一人当たりの料金は安くなる。
ヒトカラの場合は、店舗から見て部屋の利用効率・採算性が悪化するため、「ヒトカラ専用プラン」などの名目で通常より割高な料金を設定する、繁忙期はヒトカラの客を断るなどの対応をするケースもある（ヒトカラ#店舗側から見た「ヒトカラ」も参照）。
客が利用時間を延長でき、軽食や酒類など飲食物が注文できることもあり、料金は利用後の精算となることが多い。またワンドリンク制やワンオーダー制として飲食物の注文を必要とした上で部屋料金を廉価に設定する店舗もある。ジャパンレンタカーが運営する「ジャパンカラオケ」では、人数ではなくルームあたりの料金制で、飲食物持ち込み可能で自動販売機あり、飲食物提供なしという方式をとっている。
運営会社における経費の80%は人件費、カラオケ機器のリース料、著作権料などの固定費となっており、前年度よりも10%以上の減益は赤字決算となるとされる。
客一人あたりに必要な店員数が少なくて済むことや、飲み会の二次会以降で利用されることも多いことから、終夜営業や24時間営業を行う店舗も多い。終電を逃した人が始発電車を待つなど、夜を明かすための場所として利用されることもあり、そうした客層を取り込むため夜通しの割引料金を設定している店もある。逆に午前中は利用客が少ないことや従業員の休憩時間確保のため営業しない店もある。

## 法的規制
建築基準法の用途規制により、カラオケボックスは第一種低層住居専用地域、第二種低層住居専用地域、第一種中高層住居専用地域、第二種中高層住居専用地域、第一種住居地域、田園住居地域には建築できない。また第二種住居地域、準住居地域、工業地域、工業専用地域では10000平方メートル以下に制限される。
多くの都道府県では青少年保護条例に基づく規制により、18歳未満の深夜営業施設（深夜11時 - 日の出若しくは翌朝6時頃）への入店を禁止している。例として大阪府では午後7時以降16歳未満、午後10時以降18歳未満の入店を禁止している。それに加えて、多くの店では16歳未満だけでの利用は18時までにするなど、未成年者に対する独自の規制をしている。

## 問題点

### 騒音問題
騒音規制法に基づく騒音防止条例が、全国の都道府県や一部の市町村で施行されている。深夜の騒音防止を規定しており、店舗施設の敷地境界線付近で、深夜10時 - 早朝6時まで、40db（デシベル）以下（深夜に静寂な状態）。深夜11時 - 早朝6時まで、外部にカラオケの音が漏れないような措置を講じることを義務付けるというもので、適用対象地域はおおむね市街地が該当する。
もともと騒音規制法で飲食店等に該当するカラオケ喫茶は適用対象であったが、飲食物を提供しないカラオケボックス事業者は適用対象外になっていたため条例で適用対象に含めたものである。罰則は軽く罰金20万円程度。大阪府では懲役3か月以下のように懲役刑も規定している自治体もある。違反している事業者に対して行政指導が入り、勧告・命令・違反者および違反行為の公表、それでも従わない場合罰則適用の法的手続きに入る。
大手のカラオケボックス事業者の中には24時間年中無休で営業しているところもあり、騒音問題は近隣住民にとって深刻な問題である。また、客の一団が屋外の敷地内外で深夜に騒ぐという迷惑行為も発生する場合がある。民事訴訟でカラオケボックス事業者の営業中止を求めた判例もある。

### 防犯・防災問題
密室性・防音性が高くなっているという特徴は、周りを気にせず思い切り歌ったり仲間内で騒げるという自由を生んでいる。反面、こうした密室性から未成年者の不純異性交遊など性犯罪の舞台ともなり得るという問題を併せ持っている。その対策として、日本国内では多くのカラオケボックスにおいて、ドアや通路側の壁に大型のガラス窓が設置されており、外から室内を容易に覗き込むことができるようになっている。このため防音性こそ維持されてはいるが、完全に外の視線が遮断されているわけではない。また廊下や室内に防犯カメラが設置されていることもある。最近は各カラオケメーカーとも動画撮影のためのカメラが用意されており、室内にカメラが設置してあっても防犯カメラではないことがある。
また避難経路の不備など、防災上の問題がある店舗で死者を伴う火災も発生しており、定期的に消防署による査察が行われている。

## 東アジア・東南アジアにおけるカラオケボックス
日本発の文化として、東アジアや東南アジアではカラオケボックスやそれに準ずる物が存在しており、
- カラオケボックス（日本・香港）
- カラオケTV（KTV/Karaoke TV/卡拉OK TV、中国・台湾・マレーシア・シンガポール・インドネシア）
- ビデオケ（Videoke、フィリピン）
- ノレバン (노래방/노래房、大韓民国)　※｢노래｣とは歌の意。
- ノレヨンスプチャン (노래연습장/노래練習場、大韓民国)
- 画面伴奏音楽室（화면반주음악실/畫面伴奏音樂室/Hwamyeon banju eumaksil/Hwamyŏn panchu ŭmaksil、朝鮮民主主義人民共和国）

のような名称で各地に存在している。
日本以外の国では、カラオケボックス（KTV）の中にキャバクラ・セクシーパブ等に似た風俗店に近い営業形態の店が多く含まれており、売春の温床となっているとして警察の取締対象となることもある。

## 主要カラオケボックス・ルーム

### カラオケ機器メーカー直営
- 第一興商グループ
  - ビッグエコー/カラオケCLUB DAM/カラオケ バナナクラブ&ビッグエコー/ミューズ&ビッグエコー/ハッピーパーティー/クレヨン&ビッグエコー（第一興商直営もしくはFC企業が運営）
  - カラオケマック（子会社のAirsideが運営）
- JOYSOUND / U-STYLE / U-BOU / J-STYLE / ソングパーク / メガトン / ミスターカラオケ（エクシングの子会社スタンダードが運営）

### 全国チェーン店
- B&Vグループ
  - カラオケ館（B&V直営）
- カラオケ本舗まねきねこ・歌うんだ村・カラオケファンタジー（コシダカホールディングス）
- カラオケバンバン（シン・コーポレーション）
- コート・ダジュール（快活フロンティア）

### 地域密着型チェーン店
- ジャンボカラオケ広場（TOAI/ジャンカラグループ、北海道・北陸地方・中部地方・近畿地方・中国・四国地方・九州地方）
- 歌のステージ19（中日ジューク、中部地方、2021年頃に全店閉店した）
- 歌広場（クリアックス、関東地方など）
- うまいもん倶楽部（中国地方など）
- カラオケシティベア
- カラオケ歌屋（スリラーカラオケ・監獄カラオケ・カラオケマッシュ(karaoke mash)）（タカハシ、北海道）
- カラオケ招福亭MEGAクレヨン（東北地方、一部店舗は第一興商のFC店「クレヨン&ビッグエコー」として運営）
- カラオケの鉄人（鉄人化計画、関東地方）
- カラオケ時遊館（アトム、東北地方など）
- カラオケマイム（中部・東北・九州地方など）
- カラオケミッキー（中部地方）
- カラオケレインボー（コスモコーポレーション、関東地方・近畿地方など）
- コロッケ倶楽部（ボナー、（関東地方・近畿地方・九州地方など）
- サウンドヴィレッジ（九州地方など）
- サウンドパーク（九州地方など）
- JOYJOY（中部地方など）
- ドヌオス（リラフル）（神奈川県）
- パセラ（関東地方など）
- バンガローハウス（関東地方）
- ビリー・ザ・キッド（広島県）

### 他の業態にカラオケを併設する店舗
- ラウンドワン - ボウリング場
- 快活CLUB（快活フロンティア） - 複合カフェ
- キャッツアイ、レジャスポ（タカハシグループの北東商事、北海道）- ゲームセンター
- US.LAND（ユーエスマート）- ほとんどの店舗が子供用室内遊び場「Kid's US.LAND」に転換。カラオケもある。
- JJ CLUB 100 - ネットカフェだが「JJカラオケ」もあった。2016年3月31日に全店閉店。
- ジャパンレンタカー（中部地方など）-レンタカーの店舗に併設されている。